# Arthabaska (circonscription provinciale)
Pour les articles homonymes, voir Arthabaska (homonymie).
Circonscription électorale provinciale du Canada
Arthabaska est une circonscription électorale provinciale du Québec située dans la région administrative du Centre-du-Québec. Elle couvre la majeure partie des municipalités régionales de comté d'Arthabaska et de L'Érable. 

## Historique
La circonscription d'Arthabaska a été créée en 1890, lors de la division en deux entités du district électoral de Drummond-Arthabaska : Arthabaska et Drummond. Ses limites ont été modifiées en 1972, en 1985, en 1988 et en 2011.

## Territoire et limites
Depuis 2011, la circonscription comprend les municipalités suivantes :
MRC d'Arthabaska (partie)
- Saint-Christophe-d'Arthabaska
- Saint-Louis-de-Blandford
- Saint-Norbert-d'Arthabaska
- Saint-Rosaire
- Saint-Valère
- Victoriaville

MRC de L'Érable
- Inverness
- Laurierville
- Lyster
- Notre-Dame-de-Lourdes
- Plessisville (ville)
- Plessisville (paroisse)
- Princeville
- Saint-Ferdinand
- Saint-Pierre-Baptiste
- Sainte-Sophie-d'Halifax
- Villeroy

## Liste des députés
| Législature                                 | Années       | Député                  | Député              | Parti               |
| ------------------------------------------- | ------------ | ----------------------- | ------------------- | ------------------- |
| Arthabaska Créée depuis Drummond-Arthabaska |              |                         |                     |                     |
| 7e                                          | 1890–1892    |                         | Joseph-Éna Girouard | Libéral             |
| 8e                                          | 1892–1897    |                         | Joseph-Éna Girouard | Libéral             |
| 9e                                          | 1897–1900    |                         | Joseph-Éna Girouard | Libéral             |
| 10e                                         | 1900–1904    | Paul Tourigny           |                     | Libéral             |
| 11e                                         | 1904–1908    | Paul Tourigny           |                     | Libéral             |
| 12e                                         | 1908–1912    | Paul Tourigny           |                     | Libéral             |
| 13e                                         | 1912–1916    | Paul Tourigny           |                     | Libéral             |
| 14e                                         | 1916–1919    | Joseph-Édouard Perrault |                     | Libéral             |
| 15e                                         | 1919–1923    | Joseph-Édouard Perrault |                     | Libéral             |
| 16e                                         | 1923–1927    | Joseph-Édouard Perrault |                     | Libéral             |
| 17e                                         | 1927–1931    | Joseph-Édouard Perrault |                     | Libéral             |
| 18e                                         | 1931–1935    | Joseph-Édouard Perrault |                     | Libéral             |
| 19e                                         | 1935–1936    | Joseph-Édouard Perrault |                     | Libéral             |
| 20e                                         | 1936–1939    |                         | Joseph-David Gagné  | Union nationale     |
| 21e                                         | 1939–1942    |                         | Wilfrid Girouard    | Libéral             |
| 22e                                         | 1944–1948    | Pierre-Horace Plourde   |                     | Libéral             |
| 23e                                         | 1948–1952    |                         | Wilfrid Labbé       | Union nationale     |
| 24e                                         | 1952–1956    |                         | Wilfrid Labbé       | Union nationale     |
| 25e                                         | 1956–1960    |                         | Wilfrid Labbé       | Union nationale     |
| 26e                                         | 1960–1962    |                         | Albert Morissette   | Libéral             |
| 27e                                         | 1962–1966    |                         | Albert Morissette   | Libéral             |
| 28e                                         | 1966–1970    |                         | Roch Gardner        | Union nationale     |
| 29e                                         | 1970–1973    |                         | Jean-Gilles Massé   | Libéral             |
| 30e                                         | 1973–1976    |                         | Jean-Gilles Massé   | Libéral             |
| 31e                                         | 1976–1981    |                         | Jacques Baril       | Parti québécois     |
| 32e                                         | 1981–1985    |                         | Jacques Baril       | Parti québécois     |
| 33e                                         | 1985–1989    |                         | Laurier Gardner     | Libéral             |
| 34e                                         | 1989–1994    |                         | Jacques Baril       | Parti québécois     |
| 35e                                         | 1994–1998    |                         | Jacques Baril       | Parti québécois     |
| 36e                                         | 1998–2003    |                         | Jacques Baril       | Parti québécois     |
| 37e                                         | 2003–2007    |                         | Claude Bachand      | Libéral             |
| 38e                                         | 2007–2008    |                         | Jean-François Roux  | Action démocratique |
| 39e                                         | 2008–2012    |                         | Claude Bachand      | Libéral             |
| 40e                                         | 2012–2014    |                         | Sylvie Roy          | Coalition avenir    |
| 41e                                         | 2014–2015    |                         | Sylvie Roy          | Coalition avenir    |
| 41e                                         | 2015–2016    |                         | Sylvie Roy          | Indépendant         |
| 41e                                         | 2016–2018    |                         | Eric Lefebvre       | Coalition avenir    |
| 42e                                         | 2018–2022    |                         | Eric Lefebvre       | Coalition avenir    |
| 43e                                         | 2022–2024    |                         | Eric Lefebvre       | Coalition avenir    |
| 43e                                         | 2024–2025    |                         | Eric Lefebvre       | Indépendant         |
| 43e                                         | 2025–présent |                         | Alex Boissonneault  | Parti québécois     |

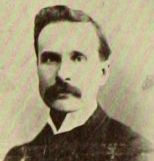
Joseph-Éna Girouard du Parti libéral du Québec est le premier député de la circonscription en 1890.
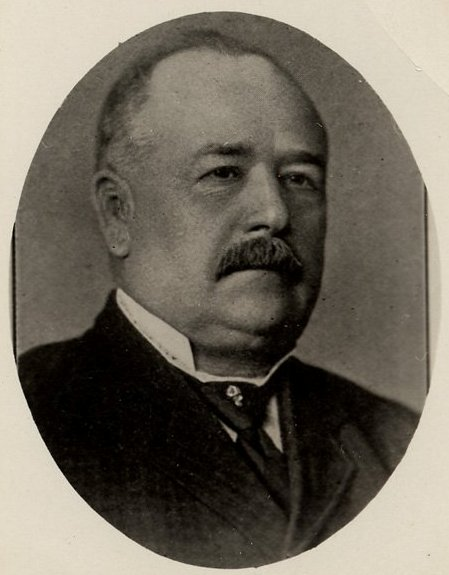
Paul Tourigny est député de 1900 à 1916 pour le Parti libéral du Québec.
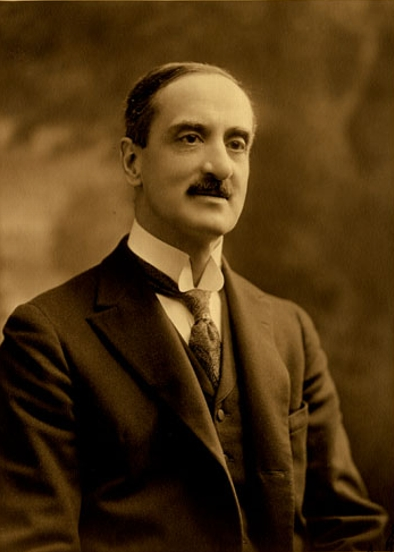
Joseph-Édouard Perrault est député de 1916 à 1936 pour le Parti libéral du Québec.
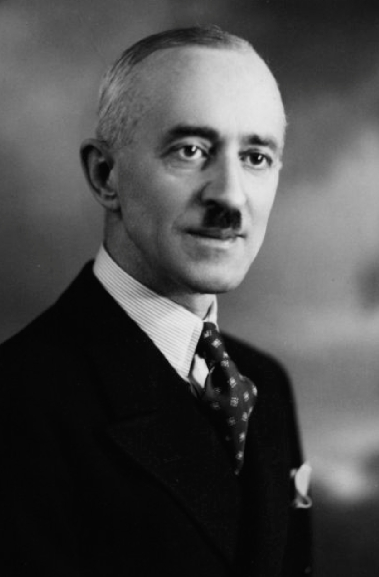
Wilfrid Girouard est député de 1939 à 1942 pour le Parti libéral du Québec.

## Résultats électoraux

### Évolution pour les principaux partis
| |
| - Union nationale (ancien) - Parti libéral - Crédit social (ancien) - Parti québécois - Action démocratique (ancien) - Québec solidaire - Coalition avenir - Parti conservateur |

### Résultats détaillés
|                                                                                             | Nom                | Parti              | Nombre de voix | %      | Maj.  |
| ------------------------------------------------------------------------------------------- | ------------------ | ------------------ | -------------- | ------ | ----- |
|                                                                                             | Alex Boissonneault | Parti québécois    | 17 327         | 46,4 % | 4 246 |
|                                                                                             | Éric Duhaime       | Conservateur       | 13 081         | 35 %   | -     |
|                                                                                             | Chantale Marchand  | Libéral            | 3 481          | 9,3 %  | -     |
|                                                                                             | Keven Brasseur     | Coalition avenir   | 2 693          | 7,2 %  | -     |
|                                                                                             | Pascale Fortin     | Québec solidaire   | 548            | 1,5 %  | -     |
|                                                                                             | Trystan Martel     | Climat Québec      | 96             | 0,3 %  | -     |
|                                                                                             | Eric Simard        | Union nationale    | 55             | 0,1 %  | -     |
|                                                                                             | Louis Chandonnet   | Équipe autonomiste | 31             | 0,1 %  | -     |
|                                                                                             | Denis Gagné        | Indépendant        | 29             | 0,1 %  | -     |
|                                                                                             | Arpad Nagy         | Indépendant        | 24             | 0,1 %  | -     |
| Total                                                                                       | Total              | Total              | 37 365         | 100 %  |       |
| Le taux de participation lors de l'élection était de 60 % et 398 bulletins ont été rejetés. |                    |                    |                |        |       |

|                                                                                               | Nom                     | Parti            | Nombre de voix | %      | Maj.   |
| --------------------------------------------------------------------------------------------- | ----------------------- | ---------------- | -------------- | ------ | ------ |
|                                                                                               | Eric Lefebvre (sortant) | Coalition avenir | 23 447         | 51,7 % | 12 260 |
|                                                                                               | Tarek Henoud            | Conservateur     | 11 187         | 24,7 % | -      |
|                                                                                               | Mario Beauchesne        | Parti québécois  | 4 538          | 10 %   | -      |
|                                                                                               | Pascale Fortin          | Québec solidaire | 4 179          | 9,2 %  | -      |
|                                                                                               | Luciana Arantes         | Libéral          | 1 702          | 3,8 %  | -      |
|                                                                                               | Trystan Martel          | Climat Québec    | 256            | 0,6 %  | -      |
| Total                                                                                         | Total                   | Total            | 45 309         | 100 %  |        |
| Le taux de participation lors de l'élection était de 74,1 % et 720 bulletins ont été rejetés. |                         |                  |                |        |        |

|                                                                                               | Nom                       | Parti                | Nombre de voix | %      | Maj.   |
| --------------------------------------------------------------------------------------------- | ------------------------- | -------------------- | -------------- | ------ | ------ |
|                                                                                               | Eric Lefebvre (sortant)   | Coalition avenir     | 25 640         | 61,8 % | 20 425 |
|                                                                                               | William Champigny-Fortier | Québec solidaire     | 5 215          | 12,6 % | -      |
|                                                                                               | Pierre Poirier            | Libéral              | 4 707          | 11,4 % | -      |
|                                                                                               | Jacques Daigle            | Parti québécois      | 3 897          | 9,4 %  | -      |
|                                                                                               | Lisette Guay Gaudreault   | Conservateur         | 968            | 2,3 %  | -      |
|                                                                                               | Jean-Charles Pelland      | Vert                 | 620            | 1,5 %  | -      |
|                                                                                               | Jean Landry               | Alliance provinciale | 418            | 1 %    | -      |
| Total                                                                                         | Total                     | Total                | 41 465         | 100 %  |        |
| Le taux de participation lors de l'élection était de 69,5 % et 791 bulletins ont été rejetés. |                           |                      |                |        |        |

|                                                                                               | Nom                | Parti                        | Nombre de voix | %      | Maj.  |
| --------------------------------------------------------------------------------------------- | ------------------ | ---------------------------- | -------------- | ------ | ----- |
|                                                                                               | Eric Lefebvre      | Coalition avenir             | 11 316         | 44 %   | 4 221 |
|                                                                                               | Luc Dastous        | Libéral                      | 7 095          | 27,6 % | -     |
|                                                                                               | Jacques Daigle     | Parti québécois              | 4 318          | 16,8 % | -     |
|                                                                                               | Guy Morin          | Conservateur                 | 1 210          | 4,7 %  | -     |
|                                                                                               | Sarah Beaudoin     | Québec solidaire             | 929            | 3,6 %  | -     |
|                                                                                               | Alex Tyrrell       | Vert                         | 543            | 2,1 %  | -     |
|                                                                                               | Émilie Charbonneau | Option nationale             | 160            | 0,6 %  | -     |
|                                                                                               | Christine Lavoie   | Parti indépendantiste (2008) | 115            | 0,4 %  | -     |
|                                                                                               | Suzanne Cantin     | Équipe autonomiste           | 58             | 0,2 %  | -     |
| Total                                                                                         | Total              | Total                        | 25 744         | 100 %  |       |
| Le taux de participation lors de l'élection était de 43,1 % et 265 bulletins ont été rejetés. |                    |                              |                |        |       |

|                                                                                               | Nom                   | Parti            | Nombre de voix | %      | Maj.  |
| --------------------------------------------------------------------------------------------- | --------------------- | ---------------- | -------------- | ------ | ----- |
|                                                                                               | Sylvie Roy (sortante) | Coalition avenir | 19 393         | 45,5 % | 6 512 |
|                                                                                               | Luc Dastous           | Libéral          | 12 881         | 30,2 % | -     |
|                                                                                               | Gaëtan St-Arnaud      | Parti québécois  | 7 278          | 17,1 % | -     |
|                                                                                               | Christine Letendre    | Québec solidaire | 2 222          | 5,2 %  | -     |
|                                                                                               | Jean Landry           | Conservateur     | 475            | 1,1 %  | -     |
|                                                                                               | François Fillion      | Vert             | 385            | 0,9 %  | -     |
| Total                                                                                         | Total                 | Total            | 42 634         | 100 %  |       |
| Le taux de participation lors de l'élection était de 73,3 % et 620 bulletins ont été rejetés. |                       |                  |                |        |       |

|                                                                                               | Nom                      | Parti            | Nombre de voix | %      | Maj.  |
| --------------------------------------------------------------------------------------------- | ------------------------ | ---------------- | -------------- | ------ | ----- |
|                                                                                               | Sylvie Roy               | Coalition avenir | 19 016         | 42,4 % | 5 393 |
|                                                                                               | Claude Bachand (sortant) | Libéral          | 13 623         | 30,4 % | -     |
|                                                                                               | Lucie Lebrun             | Parti québécois  | 8 991          | 20,1 % | -     |
|                                                                                               | Christine Letendre       | Québec solidaire | 1 775          | 4 %    | -     |
|                                                                                               | Rémi Marineau            | Option nationale | 519            | 1,2 %  | -     |
|                                                                                               | François Fillion         | Vert             | 501            | 1,1 %  | -     |
|                                                                                               | Jean Landry              | Indépendant      | 316            | 0,7 %  | -     |
|                                                                                               | Éric Lafontaine          | Union citoyenne  | 91             | 0,2 %  | -     |
| Total                                                                                         | Total                    | Total            | 44 832         | 100 %  |       |
| Le taux de participation lors de l'élection était de 78,1 % et 570 bulletins ont été rejetés. |                          |                  |                |        |       |

|                                                                                             | Nom                          | Parti               | Nombre de voix | %      | Maj.  |
| ------------------------------------------------------------------------------------------- | ---------------------------- | ------------------- | -------------- | ------ | ----- |
|                                                                                             | Claude Bachand               | Libéral             | 13 304         | 42,6 % | 4 510 |
|                                                                                             | Catherine Coutel             | Parti québécois     | 8 794          | 28,1 % | -     |
|                                                                                             | Jean-François Roux (sortant) | Action démocratique | 7 777          | 24,9 % | -     |
|                                                                                             | Bill Ninacs                  | Québec solidaire    | 697            | 2,2 %  | -     |
|                                                                                             | François Fillion             | Vert                | 693            | 2,2 %  | -     |
| Total                                                                                       | Total                        | Total               | 31 265         | 100 %  |       |
| Le taux de participation lors de l'élection était de 64 % et 516 bulletins ont été rejetés. |                              |                     |                |        |       |

|                                                                                             | Nom                      | Parti               | Nombre de voix | %      | Maj.  |
| ------------------------------------------------------------------------------------------- | ------------------------ | ------------------- | -------------- | ------ | ----- |
|                                                                                             | Jean-François Roux       | Action démocratique | 15 231         | 41,9 % | 4 133 |
|                                                                                             | Claude Bachand (sortant) | Libéral             | 11 098         | 30,5 % | -     |
|                                                                                             | Thérèse Domingue         | Parti québécois     | 7 892          | 21,7 % | -     |
|                                                                                             | Bill Ninacs              | Québec solidaire    | 1 125          | 3,1 %  | -     |
|                                                                                             | François Fillion         | Vert                | 1 030          | 2,8 %  | -     |
| Total                                                                                       | Total                    | Total               | 36 376         | 100 %  |       |
| Le taux de participation lors de l'élection était de 76 % et 412 bulletins ont été rejetés. |                          |                     |                |        |       |

|                                                                                               | Nom            | Parti               | Nombre de voix | %      | Maj.  |
| --------------------------------------------------------------------------------------------- | -------------- | ------------------- | -------------- | ------ | ----- |
|                                                                                               | Claude Bachand | Libéral             | 12 663         | 36,8 % | 1 274 |
|                                                                                               | Alain Rayes    | Action démocratique | 11 389         | 33,1 % | -     |
|                                                                                               | Danièle Caron  | Parti québécois     | 9 657          | 28 %   | -     |
|                                                                                               | François Houle | Vert                | 379            | 1,1 %  | -     |
|                                                                                               | Karine Cyr     | Bloc pot            | 353            | 1 %    | -     |
| Total                                                                                         | Total          | Total               | 34 441         | 100 %  |       |
| Le taux de participation lors de l'élection était de 73,6 % et 296 bulletins ont été rejetés. |                |                     |                |        |       |

## Référendums
|  | Référendum                     | % du OUI | % du NON | Taux de participation |
|  | Référendum de 1980             | 40,83 %  | 59,17 %  | 87,26 %               |
|  | Accord de Charlottetown (1992) | 35,38 %  | 64,62 %  | 82,49 %               |
|  | Référendum de 1995             | 56,35 %  | 43,65 %  | 92,91 %               |